# Råde
Råde est une kommune de Norvège. Elle est située dans le comté d'Østfold.

## Aires protégées
- Réserve naturelle de Skinnerflo se trouve conjointement sur les municipalités de Råde et de Fredrikstad[2].
- Réserve naturelle du Kurefjorden
- Réserve naturelle de Søndre Sletter
- Réserve naturelle des plaines de la Vesle
- Zone de conservation du paysage Eldøya-Sletter

## Îles du lac Vansjø
- Burumøya
- Langøya (Råde)
- Oksenøya